# Uluguroscia obscura
Uluguroscia obscura là một loài chân đều trong họ Philosciidae. Loài này được Taiti & Ferrara miêu tả khoa học năm 2004.